# Miscanthus ecklonii
Miscanthus ecklonii là một loài thực vật có hoa trong họ Hòa thảo. Loài này được (Nees) Mabb. mô tả khoa học đầu tiên năm 1984.